# Bent Hamer
Bent Hamer (Sandefjord, 18 de diciembre de 1956) es un director de cine, guionista y productor noruego.

## Biografía
Hamer estudió teoría del cine y literatura en la Universidad de Estocolmo y en la Stockholm Film School. Además de toda su filmografía, ha escrito y dirigido numerosos documentales y cortometrajes. Su primer film, Eggs, fue presentada en el Festival Internacional de Cine de Cannes de 1995 en la sección de la Quincena de Realizadores. Ese mismo año, también fue exhibida en la competición del Festival Internacional de Cine de Moscú donde fue galardonado con el premio de mejor ópera prima. También recibió el Premio de la Crítica en el Festival Internacional de Cine de Toronto. Su película de 2003 Historias de cocina fue exhibida en numerosos festivales y fue seleccionada para representar a Noruega en el Óscar a la mejor película internacional.
Es el propietario y fundadort del BulBul Film Association, establecida en Oslo en 1994.

## Filmografía
- Eggs, 1995
- Water Easy Reach (En dag til i solen), 1998
- Historias de cocina (Salmer fra kjøkkenet), 2003
- Factotum, 2005
- O' Horten, 2008
- A casa por navidad (Hjem til jul), 2010
- 1001 Grams (2014)

Cortometrajes:
- Rødvyn Aargang 81, 1981
- Longitude Latitude (Makrellen er kommen), 1989
- Happy Hour, 1990 (codirector: Jörgen Bergmark)
- Sunday Dinner (Søndagsmiddag), 1990
- Stone (Stein), 1992
- Applause (Applaus), 1993
- Just for the hell of it (Bare kødd), 1995

Documentales:
- Courage to Dignity (Mot til verdighet), 1994
- Norway the Conqueror (Norge erobreren)